# Varese Football Club 1968-1969
Questa pagina raccoglie i dati riguardanti il Varese Football Club 1910 nelle competizioni ufficiali della stagione 1968-1969.

## Stagione
Nella stagione 1968-1969 il Varese disputa il campionato di Serie A, con 22 punti in classifica si piazza al quattordicesimo posto e retrocede in Serie B con il Pisa con 20 punti e l'Atalanta con 19 punti. Lo scudetto è stato vinto dalla Fiorentina con 45 punti, davanti alla coppia formata dal Cagliari e dal Milan con 41 punti.
Dopo l'ottima scorsa stagione conclusa con il settimo posto nel massimo campionato, in questa stagione nemmeno il cambio di tre allenatori è riuscito a salvare il Varese dalla retrocessione. Ancora in corsa per la salvezza fino all'ultima giornata, si è deciso tutto il 18 maggio 1969, il Varese ha ceduto perdendo (3-1) in casa della Fiorentina, che si era laureata Campione d'Italia la settimana prima vincendo a Torino contro la Juventus, la contemporanea vittoria del L.R. Vicenza sul Verona (2-1), ed il pareggio della Sampdoria con la Juve (1-1), hanno decretato la retrocessione dei biancorossi varesini. Miglior marcatore stagionale con sei reti Lamberto Leonardi. In Coppa Italia inserito nel girone ottavo di qualificazione che è stato vinto dal Brescia, il Varese ha ottenuto tre punti, vincendo anche a Brescia, ma lasciando la competizione.

## Organigramma societario
Area direttiva
- Presidente: Guido Borghi
- Segretario: Alfredo Casati

Area tecnica
- Allenatore: Bruno Arcari, dalla 25ª Sergio Brighenti e Armando Picchi

Area sanitaria
- Medico sociale: Dott. Mario Ceriani
- Massaggiatore: Andrea Piu

## Rosa
| N. |                   | Ruolo | Calciatore                |
| -- | ----------------- | ----- | ------------------------- |
|    | Italia (bandiera) | P     | Pietro Carmignani         |
|    | Italia (bandiera) | P     | Mario Da Pozzo            |
|    | Italia (bandiera) | D     | Ambrogio Borghi           |
|    | Italia (bandiera) | D     | Giorgio Morini            |
|    | Italia (bandiera) | D     | Angelo Rimbano            |
|    | Italia (bandiera) | D     | Pietro Maroso             |
|    | Italia (bandiera) | D     | Gabriele Andena           |
|    | Italia (bandiera) | D     | Benito Sarti              |
|    | Italia (bandiera) | D     | Dario Dolci               |
|    | Italia (bandiera) | D     | Armando Picchi (capitano) |
|    | Italia (bandiera) | D     | Giorgio Dellagiovanna     |
|    | Italia (bandiera) | D     | Sauro Marinelli           |
|    | Italia (bandiera) | C     | Riccardo Sogliano         |

| N. |                   | Ruolo | Calciatore         |
| -- | ----------------- | ----- | ------------------ |
|    | Italia (bandiera) | C     | Enrico Burlando    |
|    | Italia (bandiera) | C     | Giovanni Cattai    |
|    | Italia (bandiera) | C     | Giuseppe Tamborini |
|    | Italia (bandiera) | C     | Patrizio Bonafè    |
|    | Italia (bandiera) | C     | Alessio Badari     |
|    | Italia (bandiera) | C     | Lino Golin         |
|    | Italia (bandiera) | C     | Lamberto Leonardi  |
|    | Italia (bandiera) | A     | Mario Mereghetti   |
|    | Italia (bandiera) | A     | Antonio Renna      |
|    | Italia (bandiera) | A     | Renato Cappellini  |
|    | Italia (bandiera) | A     | Paolo Ferrario     |
|    | Italia (bandiera) | A     | Sergio Fornara     |

## Risultati

### Serie A

#### Girone di andata
| Arbitro: | Barbaresco (Cormons) |

|                |           |  |
| Bulgarelli 87’ | Marcatori |  |

| Arbitro: | Lattanzi (Roma) |

|              |           |                                                            |
| Leonardi 65’ | Marcatori | 25’, 85’, 52’ Riva 39’ Boninsegna 45’ Greatti 75’ Brugnera |

| Bergamo 13 ottobre 1968 3ª giornata | Atalanta          | 0 – 0 | Varese | Stadio Comunale\| Arbitro: \| Angonese (Mestre) \| |
| Arbitro:                            | Angonese (Mestre) |       |        |                                                    |

| Arbitro: | Francescon (Padova) |

|                  |           |                  |
| Picchi 2’ (aut.) | Marcatori | 18’ (rig.) Renna |

| Arbitro: | D'Agostini (Roma) |

|  |           |                         |
|  | Marcatori | 37’ Zigoni 90’ Anastasi |

| Arbitro: | Toselli (Cormons) |

|                                                   |           |  |
| Morelli 5’ Francesconi 66’ Vieri 84’ Sabatini 84’ | Marcatori |  |

| Arbitro: | Picasso (Chiavari) |

|           |           |  |
| Golin 88’ | Marcatori |  |

| Arbitro: | Bernardis (Trieste) |

|                   |           |           |
| S. Bercellino 53’ | Marcatori | 52’ Golin |

| Arbitro: | Giunti (Arezzo) |

|               |           |  |
| Tamborini 58’ | Marcatori |  |

| Arbitro: | De Marchi (Pordenone) |

|                                                                     |           |  |
| Dolci 16’ (aut.) Vastola 25’, 86’ Facchetti 53’ Domenghini 77’, 88’ | Marcatori |  |

| Arbitro: | Monti (Ancona) |

|             |           |             |
| Juliano 27’ | Marcatori | 7’ Sogliano |

| Arbitro: | Gonella (Torino) |

|                        |           |             |
| Golin 29’ Leonardi 88’ | Marcatori | 90’ Taccola |

| Varese 12 gennaio 1969 13ª giornata | Varese            | 0 – 0 | Milan | Stadio Franco Ossola\| Arbitro: \| Angonese (Mestre) \| |
| Arbitro:                            | Angonese (Mestre) |       |       |                                                         |

| Arbitro: | Francescon (Padova) |

|                  |           |              |
| Fossati 78’, 81’ | Marcatori | 71’ Leonardi |

| Arbitro: | Gonella (Torino) |

|                            |           |                           |
| Cappellini 5’ Leonardi 60’ | Marcatori | 10’ Maraschi 65’ De Sisti |

#### Girone di ritorno
| Arbitro: | Picasso (Chiavari) |

|               |           |            |
| Tamborini 38’ | Marcatori | 9’ Mujesan |

| Cagliari 9 febbraio 1969 17ª giornata | Cagliari          | 0 – 0 | Varese | Stadio Amsicora\| Arbitro: \| Angonese (Mestre) \| |
| Arbitro:                              | Angonese (Mestre) |       |        |                                                    |

| Arbitro: | Carminati (Milano) |

|                |           |                          |
| Cappellini 79’ | Marcatori | 20’ Nastasio 33’ Clerici |

| Arbitro: | Pieroni (Roma) |

|                                            |           |             |
| Tamborini 6’ Leonardi 73’ Renna 78’ (rig.) | Marcatori | 46’ Piaceri |

| Arbitro: | Barbaresco (Cormons) |

|                         |           |  |
| Benetti 1’ Anastasi 52’ | Marcatori |  |

| Varese 23 febbraio 1969 21ª giornata | Varese            | 0 – 0 | Sampdoria | Stadio Franco Ossola\| Arbitro: \| Angonese (Mestre) \| |
| Arbitro:                             | Angonese (Mestre) |       |           |                                                         |

| Arbitro: | Monti (Ancona) |

|         |           |            |
| Bui 44’ | Marcatori | 26’ Bonafè |

| Varese 23 marzo 1969 23ª giornata | Varese           | 0 – 0 | Palermo | Stadio Franco Ossola\| Arbitro: \| Di Tonno (Lecce) \| |
| Arbitro:                          | Di Tonno (Lecce) |       |         |                                                        |

| Arbitro: | Acernese (Roma) |

|               |           |  |
| Cinesinho 10’ | Marcatori |  |

| Arbitro: | De Marchi (Pordenone) |

|  |           |          |
|  | Marcatori | 77’ Jair |

| Arbitro: | Toselli |

|              |           |                      |
| Leonardi 71’ | Marcatori | 15’ Barison 74’ Sala |

| Roma 27 aprile 1969 27ª giornata | Roma            | 0 – 0 | Varese | Stadio Olimpico\| Arbitro: \| Genel (Trieste) \| |
| Arbitro:                         | Genel (Trieste) |       |        |                                                  |

| Arbitro: | D'Agostini (Roma) |

|                     |           |  |
| Fogli 22’ Prati 36’ | Marcatori |  |

| Arbitro: | De Robbio (Torre Annunziata) |

|               |           |  |
| Tamborini 20’ | Marcatori |  |

| Arbitro: | Pieroni (Roma) |

|                                            |           |           |
| Merlo 40’ Chiarugi 43’ Amarildo 82’ (rig.) | Marcatori | 90’ Golin |

### Coppa Italia - Girone 8
| Varese 8 settembre 1968 1ª giornata | Varese             | 0 – 0 | Padova | Stadio Franco Ossola\| Arbitro: \| Michelotti (Parma) \| |
| Arbitro:                            | Michelotti (Parma) |       |        |                                                          |

| Arbitro: | Branzoni (Pavia) |

|                     |           |  |
| Micheli 3’ Enzo 10’ | Marcatori |  |

| Arbitro: | Lattanzi (Roma) |

|              |           |                             |
| D'Alessi 10’ | Marcatori | 21’ Cappellini 76’ Leonardi |

## Statistiche

### Statistiche di squadra
| Competizione | Punti | In casa | In casa | In casa | In casa | In casa | In casa | In trasferta | In trasferta | In trasferta | In trasferta | In trasferta | In trasferta | Totale | Totale | Totale | Totale | Totale | Totale | DR  |
| Competizione | Punti | G       | V       | N       | P       | Gf      | Gs      | G            | V            | N            | P            | Gf           | Gs           | G      | V      | N      | P      | Gf     | Gs     | DR  |
| ------------ | ----- | ------- | ------- | ------- | ------- | ------- | ------- | ------------ | ------------ | ------------ | ------------ | ------------ | ------------ | ------ | ------ | ------ | ------ | ------ | ------ | --- |
| Serie A      | 22    | 15      | 5       | 5       | 5       | 14      | 18      | 15           | 0            | 7            | 8            | 6            | 25           | 30     | 5      | 12     | 13     | 20     | 43     | -23 |
| Coppa Italia |       | 3       | 0       | 1       | 0       | 0       | 0       | 2            | 1            | 0            | 1            | 2            | 3            | 3      | 1      | 1      | 1      | 2      | 3      | -1  |
| Totale       |       | 18      | 5       | 6       | 5       | 14      | 18      | 17           | 1            | 7            | 9            | 8            | 28           | 33     | 6      | 13     | 14     | 22     | 46     | -24 |

### Statistiche dei giocatori
| Giocatore        | Serie A  | Serie A | Coppa Italia | Coppa Italia | Totale   | Totale |
| Giocatore        | Presenze | Reti    | Presenze     | Reti         | Presenze | Reti   |
| ---------------- | -------- | ------- | ------------ | ------------ | -------- | ------ |
| G. Andena        | 3        | 0       | ?            | ?            | 3+       | 0+     |
| A. Badari        | 5        | 0       | ?            | ?            | 5+       | 0+     |
| P. Bonafè        | 3        | 1       | ?            | ?            | 3+       | 1+     |
| A. Borghi        | 14       | 0       | ?            | ?            | 14+      | 0+     |
| E. Burlando      | 2        | 0       | ?            | ?            | 2+       | 0+     |
| R. Cappellini    | 25       | 2       | ?            | ?            | 25+      | 2+     |
| P. Carmignani    | 20       | -25     | ?            | ?            | 20+      | -25+   |
| G. Cattai        | 7        | 0       | ?            | ?            | 7+       | 0+     |
| M. Da Pozzo      | 13       | -18     | ?            | ?            | 13+      | -18+   |
| G. Dellagiovanna | 30       | 0       | ?            | ?            | 30+      | 0+     |
| D. Dolci         | 25       | 0       | ?            | ?            | 25+      | 0+     |
| P. Ferrario      | 1        | 0       | ?            | ?            | 1+       | 0+     |
| Fornara          | 1        | 0       | ?            | ?            | 1+       | 0+     |
| L. Golin         | 25       | 4       | ?            | ?            | 25+      | 4+     |
| L. Leonardi      | 26       | 6       | ?            | ?            | 26+      | 6+     |
| Marinelli        | 1        | 0       | ?            | ?            | 1+       | 0+     |
| P. Maroso        | 15       | 0       | ?            | ?            | 15+      | 0+     |
| M. Mereghetti    | 6        | 0       | ?            | ?            | 6+       | 0+     |
| G. Morini        | 1        | 0       | ?            | ?            | 1+       | 0+     |
| A. Picchi        | 26       | 0       | ?            | ?            | 26+      | 0+     |
| A. Renna         | 16       | 2       | ?            | ?            | 16+      | 2+     |
| A. Rimbano       | 25       | 0       | ?            | ?            | 25+      | 0+     |
| B. Sarti         | 7        | 0       | ?            | ?            | 7+       | 0+     |
| R. Sogliano      | 28       | 1       | ?            | ?            | 28+      | 1+     |
| G. Tamborini     | 30       | 4       | ?            | ?            | 30+      | 4+     |